# Fricis Bergs
Fricis Bergs, Fric Janowicz Berg (ros. Фриц Янович Берг, ur. 8 kwietnia 1900 w miejscowości Mērsrags w guberni kurlandzkiej, zm. w grudniu 1994 w Rydze) – łotewski działacz komunistyczny, polityk Łotewskiej SRR.

## Życiorys
W 1920 wstąpił do KPŁ, za działalność komunistyczną został aresztowany i skazany na 8 lat robót przymusowych, 21 czerwca 1940 wypuszczony. Po aneksji Łotwy przez ZSRR został I sekretarzem Komitetu Powiatowego Komunistycznej Partii (bolszewików) Łotwy w Valce, od października 1943 do sierpnia 1944 był sekretarzem Podziemnego Komitetu Obwodowego KP(b)Ł w Vidzeme, 1944–1946 ponownie pełnił funkcję I sekretarza KP KP(b)Ł w Valce. Od 1946 do 1953 był przewodniczącym Łotewskiego Republikańskiego Związku Kołchozów Rybackich, od 1953 dyrektorem Domu Pracowników Sztuk, później do 1963 kierował jednym z departamentów Ministerstwa Ubezpieczeń Społecznych Łotewskiej SRR.

## Odznaczenia
- Order Rewolucji Październikowej (7 kwietnia 1980)
- Order Czerwonej Gwiazdy (1965)
- Order Przyjaźni Narodów (19 września 1991)